# Hipoteza Hodge’a
Hipoteza Hodge’a – jeden z 7 problemów milenijnych powstały w 1950 r. Hipoteza brzmi:

Czy na algebraicznych rozmaitościach rzutowych każdy cykl Hodge’a jest wymierną liniową kombinacją cykli algebraicznych? Hipoteza dotyczy algebraiczności wybranych klas kohomologii de Rhama.

Do tej pory rozwiązany dla niektórych wersji.